# St. Laurentius (Lessenich)

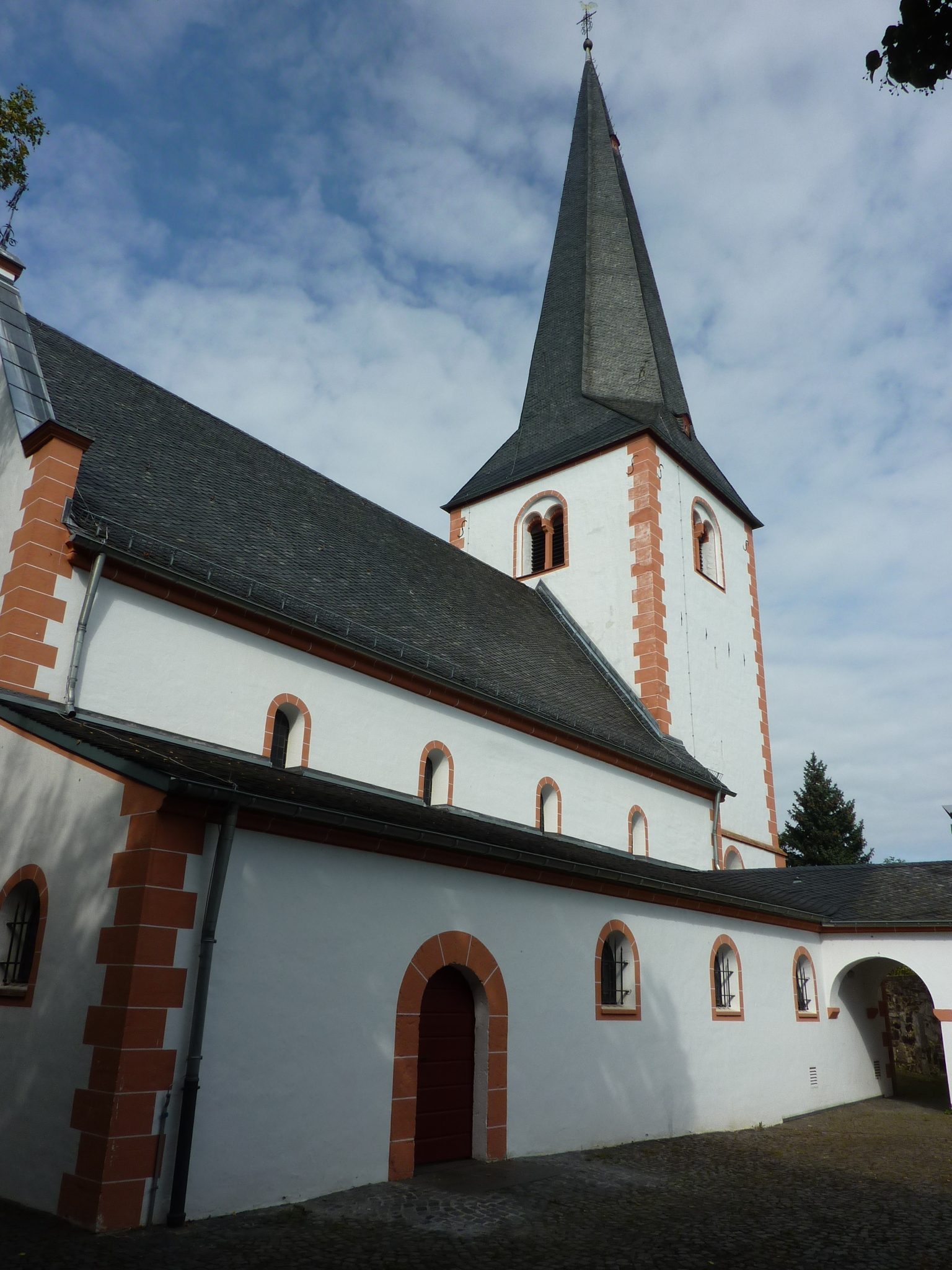
St. Laurentius zu Lessenich

St. Laurentius ist die römisch-katholische Pfarrkirche des Bonner Ortsteils Lessenich/Meßdorf. Sie steht, einschließlich des Pfarrhauses und Wirtschaftsgebäuden, als Baudenkmal unter Denkmalschutz.

## Geschichte
Im Jahre 1131 erfolgte die urkundliche Bestätigung, dass der mit der Kirche zu Lessenich verbundene Zehnte dem Bonner Cassius-Stift gehöre. 1385 wurde die endgültige Inkorporation der Pfarrkirche in das Stift vollzogen. Den Kern der heutigen Kirche bildet ein Saalbau aus dem 11. Jahrhundert, dem man um 1200 ein nördliches Seitenschiff und den Chorturm mit kaum hervorspringender Apsis hinzufügte. Um 1240 folgte der Anbau des südlichen Seitenschiffs und somit die Schaffung einer basilikalen Anlage. Durch Kriegseinwirkung wurde 1645 das südliche Seitenschiff zerstört und bei der Wiederherstellung der Kirche nicht erneuert. Im Zuge dieser Maßnahmen erfolgte eine Einwölbung des Mittschiffs. 1961 bis 1965 erfolgte nach Plänen der Bonner Architekten Toni und Kurt Kleefisch eine grundlegende Renovierung des Gotteshauses, in deren Zuge das südliche Seitenschiff nach Grabungsbefunden rekonstruiert, der romanische Obergaden des Langhauses freigelegt und das barocke Gewölbe entfernt wurde.

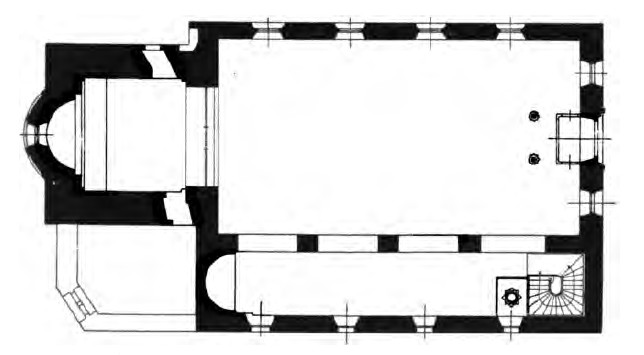
Grundriss 1905
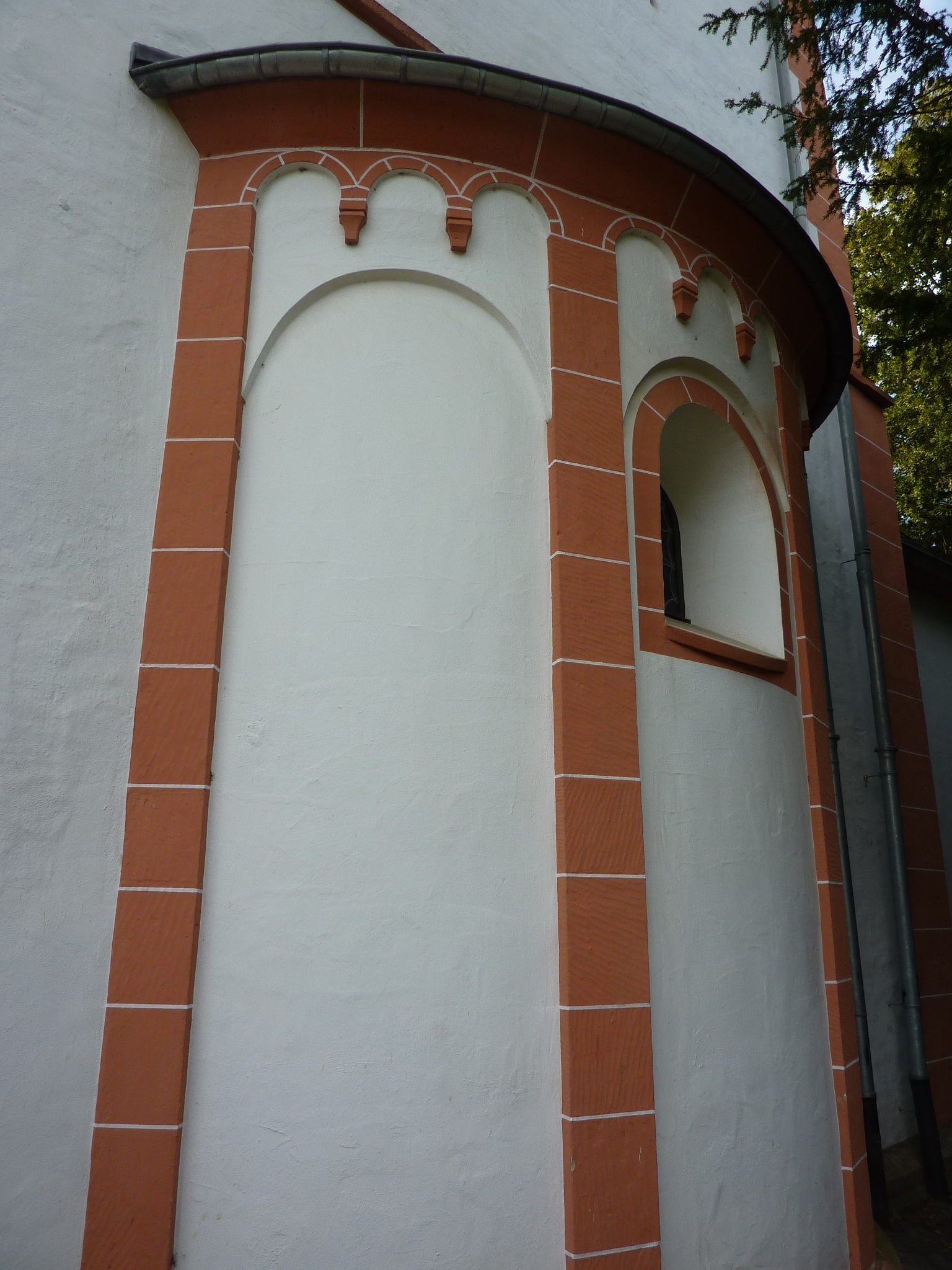
Apsis am Chorturm

## Orgel
Im Jahre 1995 erhielt die Pfarrkirche eine neue Orgel mit 20 Registern auf zwei Manualen und Pedal. Sie ist Opus 1733 der Bonner Orgelbauwerkstatt Klais.

## Glocken
| Nr. | Name       | Gussjahr, Gießer, Gussort            | Durchmesser (mm) | Masse (kg) | Schlagton (HT-1/16) | Inschrift |
| --- | ---------- | ------------------------------------ | ---------------- | ---------- | ------------------- | --- |
| 1   | Laurentius | 1778 Martin Legros Malmedy           | 1320             | 1400       | d1 +4               | SANCTE LAURENTI, ESTO DEFENSOR ET LIBERATOR NOSTER A QUOVIS FULGURE ET TEMPESTATE. BAPTIZATUR ANNO 1778 MENSE JUNII A PLURIMUM REVERENDO DOMINO C. J. MAYER, ECCLESIAE ARCHIDIACONALIS CASSII ET FLORENTII INFRA BONNAM DECANO, SUB ADMODUM REVERENDO JOANNE HONECKER. MARTINUS LEGROS MALMUNDARIENSIS FECIT ANNO 1778. REVERENDISSIMUS ET EMINENTISSIMUS DOMINUS D. MAXIMILIANUS FRIDERICUS, DEI GRATIA ARCHIEPISCOPUS ET ELECTOR COLONIENSIS, COMES DE KOENIGSEGE ETC. ETC. PATRINUS. (Hl. Laurentius, sei uns Beschützer und Befreier jedwedem Blitz und Unwetter. Sie wurde getauft (geweiht) im Juni 1778 vom hochwürdigen Herrn C. J. Mayer, der erzdiakonalen Kirche Cassius und Florentius innerhalb von Bonn Dekan, unter dem hochwürdigen Johann Honecker. Martin Legros aus Malmedy goss mich im Jahre 1778. Der hochehrenwürdige und hervorragende Herr Maximilian Fridericus von Gottes Gnaden, Erzbischof und Kurfürst von Köln, Graf von Koenigsege usw, usw. Patrinus) |
| 2   | Herz Jesu  | 1778 Martin Legros Malmedy           | 1168             | 950        | e1 +4               | ECCE TUO, O JESU, COR SUAVE, SACRATUR HAEC CAMPANA HONORI. SONET LONGOS ILLAESA PER ANNOS. REVERENTISSIMUS ET EXCELLENTISSIMUS DOMINUS CASPAR ANTONIUS LIBER BARO DE BELDERBUSCH, MAGISTER COMMENDAT ORORDINIS TEUTONICI, CAESAREAE ET REGIAE MAIESTATIS CONSILIARIUS INTIMUS, REVERENDISSIMI ET ARCHIEPISCOPI ET ELECTORIS COLONIENSIS MINISTER, PRIMUS PATRINUS. (Deiner Ehre, O Jesus, süßes liebliches Herz, wird diese Glocke geweiht. Möge sie lange Jahre hindurch unbeschädigt erklingen. Ehrwürdigste Exzellens Herr Kasper Anton freier Baron von Belderbusch. Meister des deutschen Ordens übergibt er dem kaiserlichen und königlichen geheimer Ratgeber, des hochwürdigsten Erzbischofs und Kurfürst Minister erster Patrinus.) |
| 3   | Nikolaus   | 1896 Petit & Gebr. Edelbrock Gescher | 1093             | 700        | g1 –5               | SUB ADM. REV. DOMINO HONECKER M. LEGROS ME FECIT 1 7 7 8 REFUSA SUM ANNO 1 8 9 6 SUB ADM. REV. DOMINO JOH. THEOPH. HUB. SCHWERDT. PAROCHO IN LESSENICH, A PETIT & FRATR. EDELBROCK IN GESCHER (Unter dem Administrator dem hochwürdigen Herrn Honecker goss mich M. Legros 1778. Im Jahre 1896 bin ich wieder gegossen worden unter dem Administrator dem hochwürdigen Herrn Joh. Theoph. Hub. Schwerdt. Pfarrer in Lessenich, von Petit & Gebr. Edelbrock in Gescher.) |